# Bardzkie Pierniki

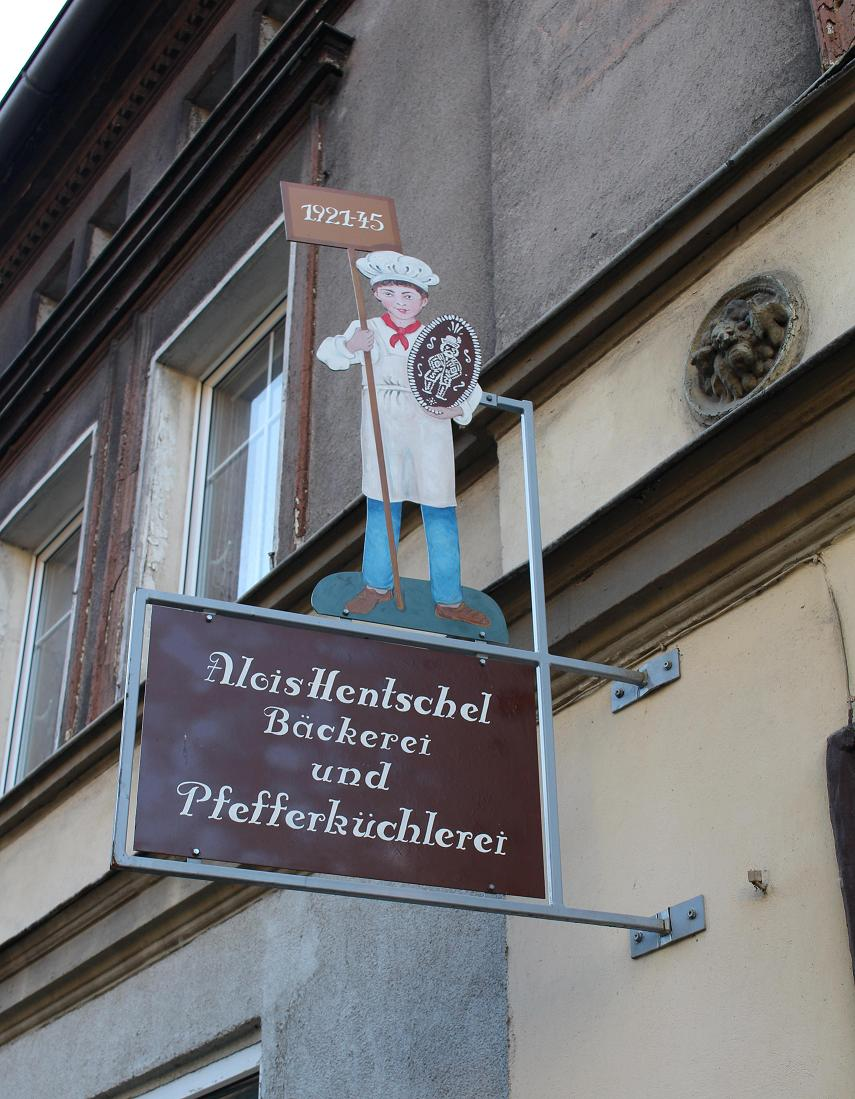
Odtworzony w 2014 r. przez grupę pasjonatów szyld dawnej piernikarni Aloisa Hentschla w Bardzie

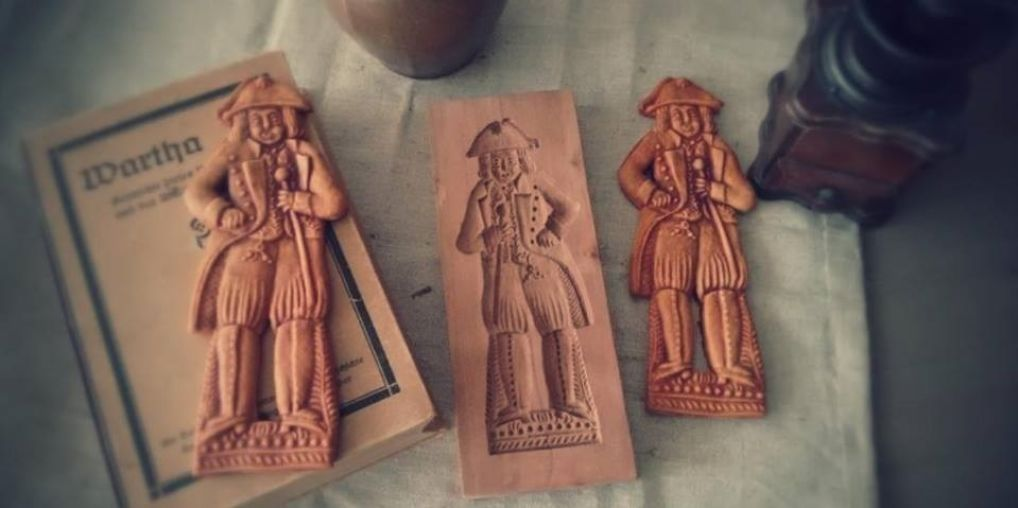
Bardzkie Pierniki wykonane przez Tomasza Karamona z drewnianej formy piernikarskiej

Bardzkie Pierniki (niem. Warthaer Pfefferkuchen, śląskie Woarther Pfafferkucha) – tradycyjnie wykonywane pierniki z różnych odmian ciasta pochodzące z dolnośląskiej miejscowości pielgrzymkowej Wartha (od 1945 Bardo). W przeciwieństwie do innych odmian pierników receptura na Bardzkie Pierniki odznaczała się dłuższym okresem przechowywania i dojrzewania ciasta przed pieczeniem.
Początki tradycji wypiekania w Bardzie pierników datowane są na 1464 r. jednak pierwszy źródłowy dokument pochodzi z 1503 r. Po wysiedleniu Niemców z Dolnego Śląska po 1945 r. tradycja wypiekania w Bardzie pierników wygasła.
W 2014 r. grupa pasjonatów odtworzyła i zawiesiła na dawnej bardzkiej piernikarni Aloisa Hentschla w Bardzie szyld przedstawiający piekarczyka, który przypomina piernikową tradycję miasta. W 2015 r. lokalny pasjonat historii Tomasz Karamon odnalazł potomków piernikarskiej rodziny Prause z Barda oraz otrzymał przepis na tradycyjne ciasto piernikowe. Od tego czasu w Bardzie ponownie kontynuowana jest tradycja piernikarska miasta.
W sierpniu 2020 roku w pomieszczeniach dawnej Fabryki Pierników R. Gerlicha i M. Prause powstała nowa piernikarnia działająca pod marką „Bardzkie Pierniki Fabryka – Magdalena Topolanek”. Wcześniej w 2019 roku zięć, wnuki i prawnuczka Maxa Prause odwiedzili remontowane pomieszczenia dawnej fabryki. Z tej okazji zorganizowano wydarzenie „Bardzkie Pierniki – sztafeta tradycji”, podczas którego wnuczka i prawnuczka mistrza Prause dokonały symbolicznego przekazania rodzinnych tradycji piernikarskich Magdalenie Topolanek, ofiarowując jej rodzinny przepis na pierniki, kopię tekstu mowy jubileuszowej przygotowanej przez Maxa Prause na stulecie firmy w 1942 r. oraz dawne fotografie fabryki. 